# سيلة الظهر
سيلة الظهر بلدة فلسطينية تبعُد 22 كم جنوب غرب مدينة جنين وترتفع 400 متر عن سطح البحر.

## التسمية
الجزء الأول: بكسر أوله وفتح ثالثه. الجزء الثاني، الظهر، وهو أعلى الجبل، وسيلة الظهر بلدة تقع في الجنوب من جنين بانحراف قليل إلى الغرب وعلى مسيرة 23 كيلومترًا عنها. وتقوم مكان مدينة كفار سيلا ـ kefar Sila" إحدى المدن التابعة لمقاطعة سبسطية في العهد الروماني. وقد يكون اسمها مشتقًا من "سلا" وهي جذر مشترك بين اللغات السامية بمعنى الهدوء والعزلة.
وفي قضاء جنين قريتان تعرف كل منهما باسم «السيلة»، وللتفريق بينهما دعيت المطلة منهما على مرج بني عامر باسم «سيلة الحارثية» نسبة إلى بني حارثة الذين نزلوا جنين ونواحيها في الأيام الماضية. واما بلدتنا هذه فأضيفت إلى الروابي المعروفة باسم «الظهر» أو «الظهور» الواقعة في جوارها والتي يقع على قمتها مزار «القبيبات».

### قيل فيها
- زارها الحاج أمين الحسيني مفتي فلسطين، ورئيس اللجنة الوطنية العربية العليا زمن الانتداب البريطاني وأطلق عليها اسم سيلة الفخر.

- وفي ديوان أبي سلمى عبد الكريم الكرمي:

وقفت اناجي سيلة الظهر باكيا وأذللت دمعي بعدما كان عاصيا
أنادي فتى فتيانها حامي الحمى أبا خـالـد هـلا أجـبـت المـنـاديا؟
- وعندما مرت بها شاعرة فلسطين فدوى طوقان أطلقت عليها اسم «سلة الزهر» لشدة اعجابها بمنظر البلدة الملهم وذلك في عبارتها المعروفة «انظر معي أليست سلة زهر؟».[4]

## الجغرافيا
على منتصف الطريق العام المؤدي إلى نابلس من جنين تتربع بلدة سيلة الظهر، صاحبة أطول مئذنة في فلسطين (توضيح)، وفيها قرية اثرية تسمى لاوين.

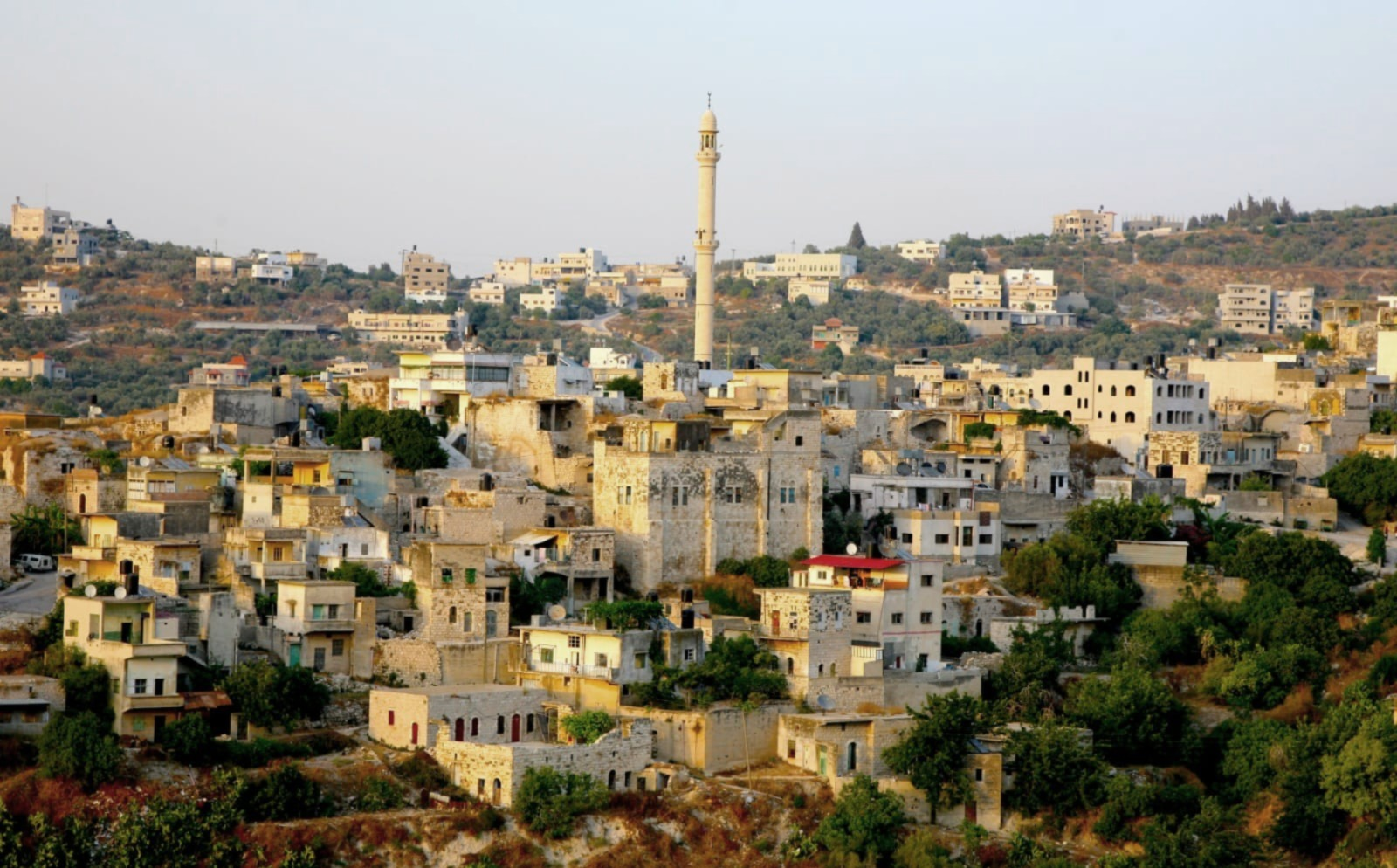
منظر عام لقرية سيلة الظهر في جنين

طبيعة البلدة التضاريسية جبلية، حيث جبال وتلال تتدرج في الارتفاع من الشمال إلى الجنوب وصولا إلى جبل القبيبات؛ وهو أعلى قمم البلدة. مع وجود فسحة سهلية صغيرة في شمال البلدة.(سهل السيلة).
تقع السيلة في موقع استراتيجي وفي مركز مثلث الرعب الفلسطيني (نابلس - جنين - طولكرم) في فلسطين بشمال الضفة الغربية وتبعد عن مدينة جنين 22 كم وعن مدينة نابلس 19 كم، وعن مدينة طولكرم 17 كم، الا انها تتبع من الناحية الإدارية لمحافظة جنين، تمتد البلدة على سفوح الظهور المجاورة لها من الناحية الغربية والشرقية والجنوبية.
وتقوم بلدة سيلة الظهر مكان مدينة ' كفار سيلا' الرومانية، ويبلغ متوسط ارتفاعها حوالي (500 م) فوق مستوى البحر. تقع سيلة الظهر على درجة عرض (21) شمال خط الاستواء وعلى خط طول (25) شرق خط غرينتش، ضمن حدود المنطقة المسماة (c)، تبرز أهمية موقع سيلة الظهر، بأنها هي البلدة الوحيدة في منطقة جنين التي تمر فيها تلك الطريق ويمر من قربها خط سكة حديد الحجاز الذي توقف عن العمل عام 1948 وبعد حرب عام 1967 فك اليهود سكة الحديد وتبعد محطة السكة عن البلدة 2 كيلو متر.

## البنية التحتية

### الحكم المحلي
كانت سيلة الظهر وما حولها تتبع لديوان المخترة كغيرها من القرى والبلدات، وبعد ذلك أسس المجلس القروي في الخمسينات، ثم تحولت إلى مجلس بلدي في العام 1997، تقدم بلدية سيلة الظهر الخدمات العامة، مثل شبكة الكهرباء وشبكة المياه، وخدمات النظافة، ولها نشاطات اجتماعية فاعلة.

### التعليم
يوجد في البلدة سبع مدارس، وهي مدرسة سيلة الظهر الثانوية الصناعية، مدرسة ذكور سيلة الظهر الثانوية، مدرسة بنات سيلة الظهر الثانوية، مدرسة ذكور سيلة الظهر الأساسية العليا، مدرسة بنات سيلة الظهر الأساسية العليا، مدرسة ذكور سيلة الظهر الأساسية، مدرسة بنات سيلة الظهر الأساسية.

### الصحة
يوجد عيادة رعاية صحية أولية حكومية، وعيادة لوكالة الغوث، وعيادة جمعية أصدقاء المريض، وبعض العيادات الخاصة.

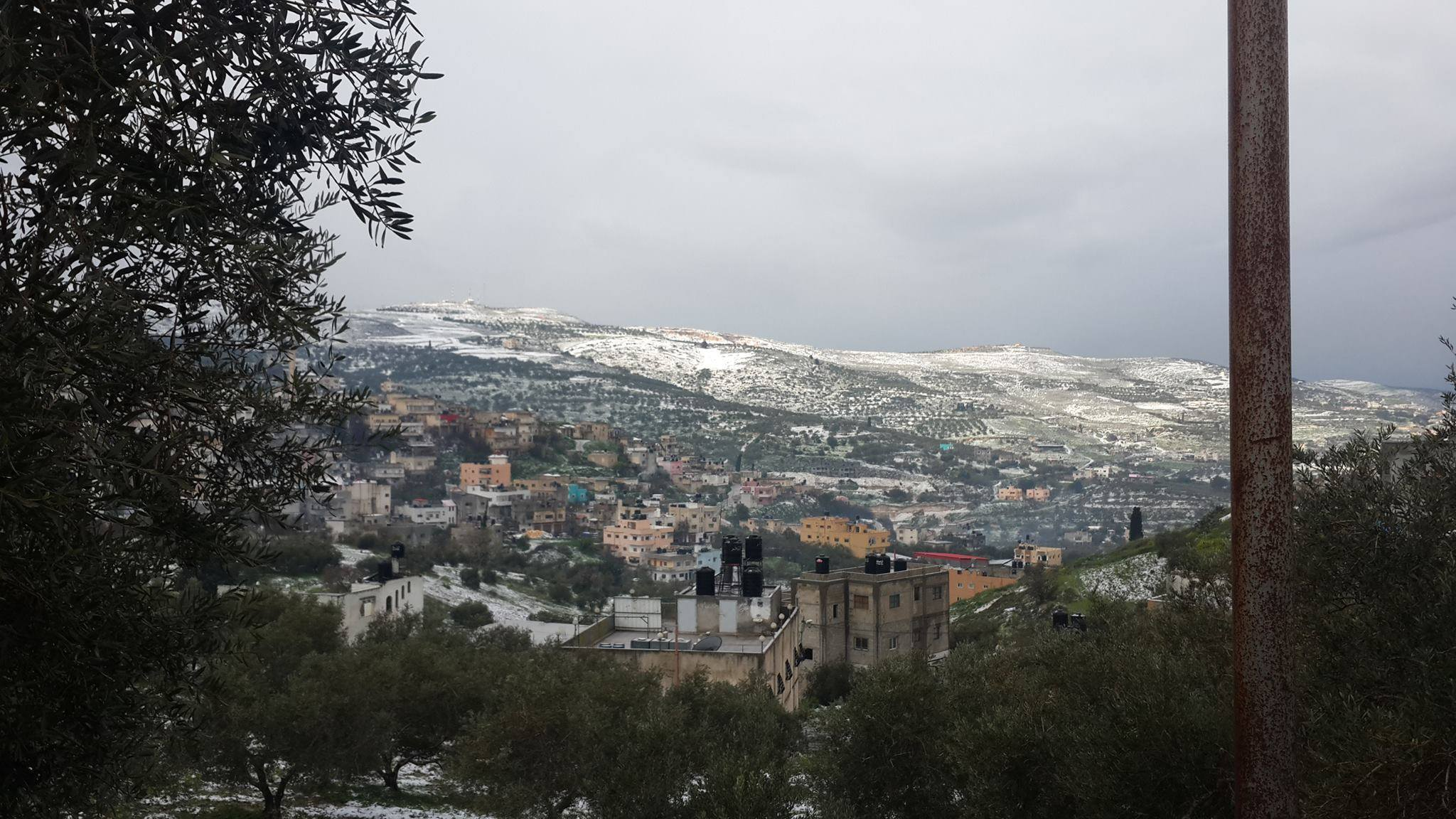
تبين الصورة سيلة الظهر في فصل الشتاء

### الرياضة والثقافة
تضم البلدة نادِ رياضي اجتماعي للشباب يقوم بنشاطات رياضية واجتماعية وثقافية، ويحتوي على مكتبة أطفال.

### الأوقاف
يوجد في البلدة خمس مساجد، وأقدمها مسجد السيلة الذي يقع وسط البلدة.

## الاقتصاد
يعتمد دخل القرية بشكل أساسي على التجارة بنسبة 30% حيث أهلها موقعها المتميز على الشارع الرئيسي للقيام بهذا النشاط وفي الدرجة الثانية يعتمد دخل القرية على سوق العمل بنسبة 50% ومن ثم تعتمد على الزراعة 20% حيث تنتج بعض المنتجات التي تتميز بها مثل الزيتون، اللوزيات ومثل القمح الذي يزرع في أراضي القرية السهلية، وتتمتع القرية بمستوى عالي للتعليم، كما أن فيها مجموعة كبيرة من الخريجين الجامعيين.

## اراضي السيلة
للسيلة أراض مساحتها 9972 دونماً منها 174 دونماً للطرق والوديان والسكك الحديدية. وتحيط بها اراضي قرى الفندقومية وبرقة وعطارة والرامة وعجة. واشتهرت السيلة باشجارها فالزيتون فيها مغروس في 2000 دونم وفيها نحو 800 دونم مغروسة بأشجار الفواكه الآتية، مرتبة حسب كثرتها: المشمش واللوز والتين والتفاح والعنب وغيرها. ويعتمد أهل هذه القرية في معيشتهم، بعد اشجارهم على مزروعاتهم كالحبوب والقطاني والخضار. ويصنع السكان الجبنة من البان اغنامهم، ويشتغل بعضهم بصنع القفف التي يجلبون قشها الخاص من الغور فيستفيدون من بيعها للطالبيها. ولا يكتفي السيلاوية بالتماس رزقهم مما تقدم، بل ان أهم وارداتهم تأتيهم عن طريق التجارة. فقد اشتهروا بتجارة الحيوانات المختلفة والطيور الداجنة. وهم يأتون بالجمال والحمير والبقر والغنم والدجاج والحبش والبط وغيرها من سورية وشرق الأردن وتركيا والعراق ويبيعونها في مختلف المدن الفلسطينية فتدر عليهم هذه التجارة اضعاف ما يردهم من شجرهم وزرعهم. وقد بلغت الضريبة المطلوبة من سيلة الظهر 126 جنيهاً و855 ملاً.

## السكان
دخلت فلسطين وفود كبيرة عبر العصور من تجار وغيرهم وذلك لموقعها الهام كنقطة وصل بين القارات، ومركز للحضارات والأديان. يبلغ عدد سكان سيلة الظهر حاليا حوالي 3,609 نسمة جميعهم من المسلمين، وذلك حسب التعداد العام للسكان 2017 الذي أجراه الجهاز المركزي للإحصاء الفلسطيني. ينتشر أبناء سيلة الظهر في الشتات في دول الخليج، الولايات المتحدة، الأردن.
| السنة      | 1922 | 1931 | 1945 | تعداد 1997 | تعداد 2007 | (تعداد 2017) |
| ---------- | ---- | ---- | ---- | ---------- | ---------- | ------------ |
| عدد السكان | 1638 | 1985 | 2850 | 4439       | 6,432      | 7,406        |

## الينابيع
يشرب السكان من عين ماء اسمها «عين الحوض»، تنبع في الجهة الشرقية من القرية، على بعد كيلومتر واحد منها، وبها عين زكريا ما زالت تغيض علينا بخيراتها، وكان بها ينابيع كثيره وقد اوصلت مياهها بانابيب حديدية تصب في خزان شيد خصيصاً لهذا الغرض ويستقي القرويون من هذا الخزان بواسطة حنفيات مركبة عليه.

## الخرب الأثرية
تحتوي البلدة على العديد من المواقع الأثرية التي تعكس تنوعا حضاريا يعود لحقب زمنية مختلفة، مثل:
- راشين، وتقع في الجهة الغربية من القرية وأراضيها مشتركة بينها وبين قريتي بلعا وكفر رمان.
- الفارسية، وتقع في الجهة الغربية من السيلة، ترتفع 300 متر عن سطح البحر. بها اساسات ابنية وعضادتا باب وعتابت أبواب عليا، وآثار جدران وبقايا معاصر وصهاريج.

- خربة لاوي، اوالنبي لاوين (ثالث أبناء يعقوب) وتقع في شمال السيلة وعلى مسافة كيلومترين منها، ى في هذه البقعة ضريح يأتيه الزوار من القرى المجاورة، يذكر السكان ان هذا الضريح لـ (لاوى) ثالث أبناء النبي يعقوب من ليئة.

وقد كانت هذه الخربة فيما مضى قرية عامرة فقد ذكرها صاحب معجم البلدان بقوله: «لاوى، قرية بين بيسان ونابلس. بها قبر لاوى بن يعقوب وبه سميت». والذي يظهر ان هذه القرية ببقيت عامرة إلى ما بعد سنة 1101 هـ. حيث زارها في تلك السنة الرحالة الشيخ عبد الغني النابلسي وذكرها بقوله: «ثم مررنا على قرية اللاوية فزرنا بها النبي لاوين».وتعرف خربة لاوى في ايامنا هذه باسم «النبي لاوين» وتحتوي على أساسات جدران واعمدة وقطع معمارية في المقام.
ويوجد في السيلة مزار يذكر القرويون انه لنبي اسمه «سيلون» ولا يعرفون عنه أكثر من هذا. وقد ذكره النابلسي في رحلته بقوله «فزرنا بها النبي سيلان».
- مقبرة سيلة الظهر القديمة ومقبرة شهداء ثورة عام 1936م والذين يبلغ عددهم أكثر من أربعين شهيدا.

### أعلام القرية
- عبد الفتاح محمد الحاج مصطفى[6]
- محمد صالح الحمد[7]
- خالد أبو خالد[8]
- وجيه حسن علي قاسم، كان سفيرًا لمنظمة التحرير الفلسطينية لدى الولايات المتحدة، وسفيرًا لدولة فلسطين لدى المغرب.
- علي أبو دياك، أمين عام مجلس الوزراء في حكومتي رامي الحمد الله الثانية والثالثة، ووزير العدل في الحكومة الثالثة.